# Jacob Miller
Jacob Miller (ur. 4 maja 1952 w Mandeville, zm. 23 marca 1980 w Kingston) – jamajski muzyk i piosenkarz reggae, rastafarianin. Swoją pierwszą sesję nagraniową odbył z Clementem Doddem pod koniec lat 60. XX wieku. Był wokalistą grupy Inner Circle. Nagrywał i koncertował z zespołem aż do swojej  tragicznej śmierci w wypadku samochodowym w 1980 roku. Wraz z nim zginął również jeden z jego synów. Zalicza się go do tzw. „Klubu 27” – listy znanych muzyków, którzy z różnych przyczyn zmarli w wieku 27 lat. 

## Życiorys
Jacob Miller urodził się w Mandeville. Jego rodzicami byli Joan Ashman i Desmond Elliot. W wieku ośmiu lat przeniósł się do Kingston, gdzie wychowywali go dziadkowie ze strony matki. Jego przeprowadzka do stolicy Jamajki okaże się przełomowym wydarzeniem w jego życiu, ponieważ po ukończeniu Melrose High School Miller zaczął spędzać większość swojego czasu w studiach nagraniowych na terenie miasta, w szczególności w znanej obecnie wytwórni płytowej Studio One Clementa Dodda. 
Nagrał trzy utwory dla Dodda, w tym „Love is a Message” w 1968, który bracia Swaby, Horace i Garth (Horace stał się później znany jako Augustus Pablo) zagrali w Rockers Sound System. Piosenka nie odniosła dużego sukcesu, ani nie przyciągnęła uwagi Coxsona, jednak spowodowała, że Horace Swaby zaprzyjaźnił się z Millerem i zainteresował się nim i jego talentem. 
Po tym, jak bracia Swaby uruchomili własną wytwórnię w 1972, Horace (odtąd znany jako Augustus Pablo) nagrał swoją wersję „Love is a Message” pod nazwą „Keep on Knocking” w 1974. W ciągu półtora roku Miller nagrał jeszcze pięć piosenek dla Pabla, „Baby I Love You So”, „False Rasta”, „Who Say Jah No Dread”, „Each One Teach One” i „Girl Named Pat”, z których każda stała się klasykiem. Single te rozwinęły reputację Millera jako świetnego piosenkarza i uczyniły go bardziej rozpoznawalnym, a ich sukces ostatecznie spowodował zatrudnienie go w Inner Circle jako wokalisty zastępczego. W tym czasie również Miller zaprzyjaźnił się i rozpoczął współpracę z Bobem Marleyem. 

## Inner Circle
Inner Circle to zespół reggae, który zdobył popularność grając covery amerykańskich hitów. Lider zespołu Roger Lewis powiedział, że Jacob Miller był „zawsze szczęśliwy i wesoły. Zawsze żartował. Wszyscy lubili jego żarty”. Oprócz Millera jako wokalisty, w skład zespołu wchodzili: Roger Lewis – gitara, Ian Lewis – bas, Bernard „Touter” Harvey – klawisze i Rasheed McKenzie – perkusja. W 1976 roku zespół podpisał kontrakt z Capitol Records i wydał dwa albumy, Reggae Thing i Ready for the World. Ich pierwszym hitem z Jacobem Millerem był „Tenement Yard”, a następnie „Tired Fi Lick Weed In a Bush”. 
Podczas nagrywania z zespołem, Miller kontynuował także karierę solową, nagrywając „Forward Jah Jah Children”, „Girl Don't Com” wyprodukowany przez Gussiego Clarke'a oraz „I'm a Natty” wyprodukowany przez Joe Gibbsa. Zdobył drugie miejsce w konkursie Song Festival na Jamajce w 1976 roku, wykonując  piosenkę „All Night 'Till Daylight”, a swój pierwszy solowy album wydał w 1978 roku, nazywał się on Dread Dread. Utwór, który przyniósł mu największe uznanie, to „King Tubby Meets The Rockers Uptown” z Augustusem Pablo. Inne godne uwagi utwory tych dwóch artystów to „Keep on Knocking”, „False Rasta” i „Who Say Jah No Dread”, wszystkie wyprodukowane przez Augustusa. Album Who Say Jah No Dread zawiera dwie wersje każdego z tych utworów; oryginał i dub opracowany przez Kinga Tubby'ego. 
Miller wystąpił w filmie Rockers wraz z wieloma innymi muzykami, w tym Gregorym Isaacsem, Bigiem Youth i Burningiem Spearem. 
Miller pojawił się też na One Love Peace Concert, który odbył się na Stadionie Narodowym w Kingston 22 kwietnia 1978, wraz z wieloma innymi popularnymi muzykami reggae obecnymi tego dnia, w tym z Bobem Marleyem, Peterem Toshem, Bunnym Wailerem, Judy Mowatt, czy Dennisem Brownem. Podczas występu Miller włożył czapkę policjanta i zapalił spliffa, ku uciesze publiczności. Moment ten został uwieczniony w filmie Heartland Reggae, który dokumentuje ten koncert. 
W marcu 1980 roku Jacob Miller udał się z Bobem Marleyem i założycielem Island Records,  Chrisem Blackwellem do Brazylii, aby świętować otwarcie nowych biur wytwórni w Ameryce Południowej. Niedługo po powrocie na Jamajkę, w niedzielę, 23 marca 1980, Miller i jeden z jego synów zginęli w wypadku samochodowym na Hope Road w Kingston. Miller i Inner Circle przygotowywali się do amerykańskiej trasy koncertowej z Bobem Marleyem & The Wailers, a ich kolejny album, Mixed Up Moods został nagrany przed jego śmiercią. 
Jacob Miller był kuzynem brytyjskiego artysty reggae Maxi Priesta. 